# Halina Kachawa
Halina Kachawa (ur. 26 marca 1983) – białoruska lekkoatletka, która specjalizowała się w rzucie oszczepem.
W 1999 zdobyła brązowy medal mistrzostw świata juniorów młodszych, a rok później była trzecia podczas mistrzostw świata juniorów. Mistrzyni Europy juniorek z 2001 roku.
Medalistka mistrzostw Białorusi. 
Rekord życiowy: 59,48 (30 czerwca 2001, Mińsk). 

## Osiągnięcia
| Rok  | Impreza                               | Miejsce   | Pozycja     | Wynik |
| ---- | ------------------------------------- | --------- | ----------- | ----- |
| 1999 | Mistrzostwa świata juniorów młodszych | Bydgoszcz | 3. miejsce  | 49,62 |
| 2000 | Mistrzostwa świata juniorów           | Santiago  | 3. miejsce  | 54,26 |
| 2001 | Mistrzostwa Europy juniorów           | Grosseto  | 1. miejsce  | 55,40 |
| 2003 | Młodzieżowe mistrzostwa Europy        | Bydgoszcz | 15. miejsce | 47,08 |